# Hip-Hop for Sale
Hip-Hop for Sale è il settimo album del rapper statunitense Canibus, pubblicato nel 2005 da Babygrande Records e Mic Club.

## Descrizione
| Recensione | Giudizio   |
| ---------- | ---------- |
| AllMusic   | favorevole |
| RapReviews | [ 2 ]      |
| HipHopDX   | [ 3 ]      |
| Prefix     | [ 4 ]      |

L'album riceve recensioni miste: la produzione, anche quella di Nottz, è spesso criticata così come le rime di Canibus, sempre energiche ma che, a differenza di quanto fatto sentire nei dischi precedenti, non fanno più pensare.

## Tracce
1. It's No Other Than – 4:05 – Nottz
2. Back wit' Heat – 3:55 – Nottz
3. Benny Riley – 3:54 – Jeff Wheeler
4. Show 'Em How – 3:48 – Nottz
5. Dear Academy – 3:07 – Nottz
6. I Gotcha (featuring DMP) – 3:47 – Nottz
7. So into You (featuring Juli Ecaro) – 4:11 – J-Hen and J-Starr & Tick
8. Da' Facelift – 3:57 – Black Milk
9. Hip Hop Body Rock – 2:52 – Jeff Wheeler
10. Take 'Dat (featuring Star Awon & Ike Infa Diamond) – 3:34 – Jay Swift
11. Punch Lines (featuring Hamza) – 4:02 – Jeff Wheeler